# Хазра (Идлиб)
Хазра (араб. حزرة‎) — деревня в нахии (муниципалитете) Эд-Дана района Харим сирийской мухафазы Идлиб. По данным переписи Центрального статистического бюро Сирии, население деревни в 2004 году составляло 631 человека.

## Расположение и история
Находится на севере провинции Идлиб. Расстояние от Хазры до города Идлиб — около 40 км.
В селении имеется мечеть и начальная школа.
Восходит к поселению византийского периода, участок к востоку от деревни является объектом археологических раскопок.

## Фотогалерея

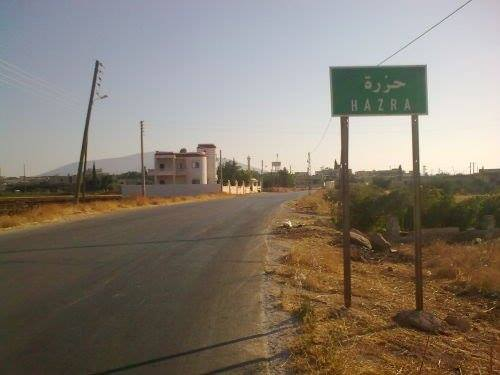
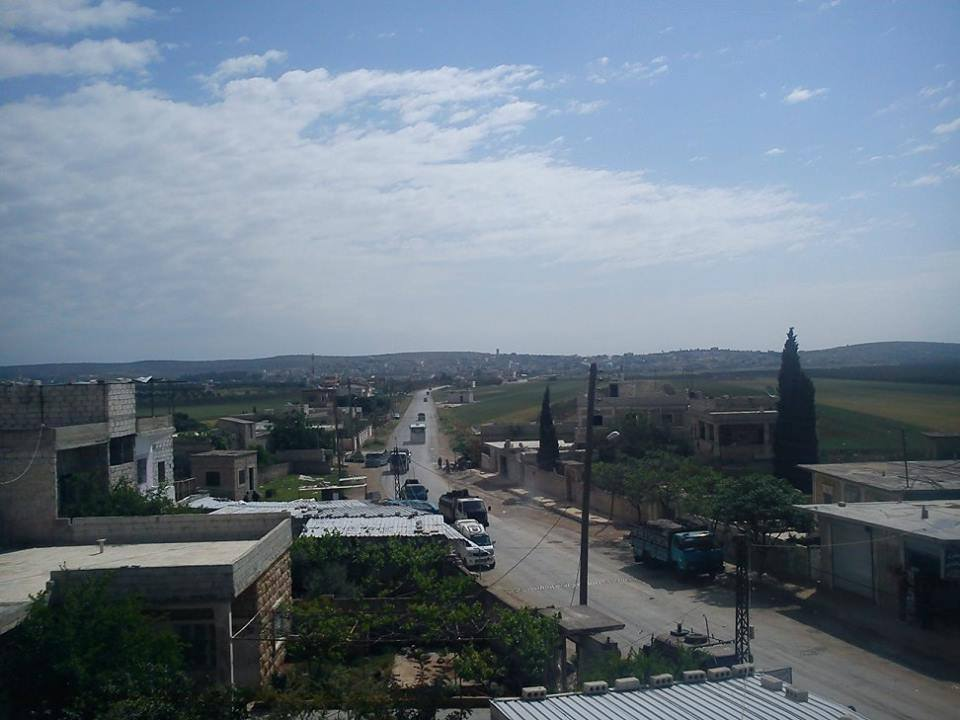
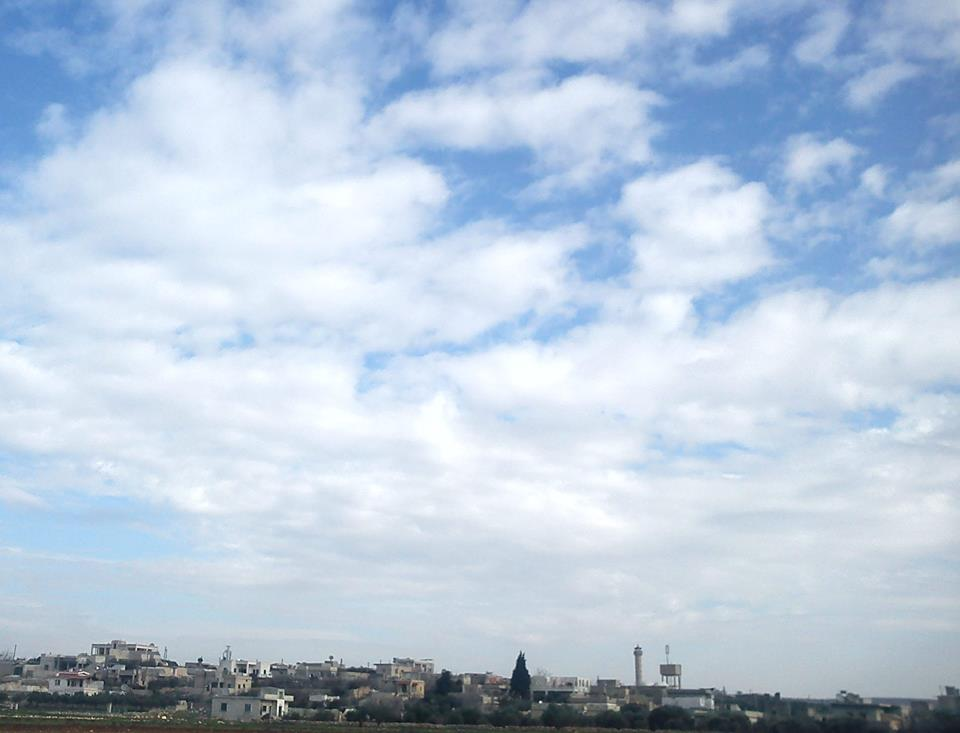
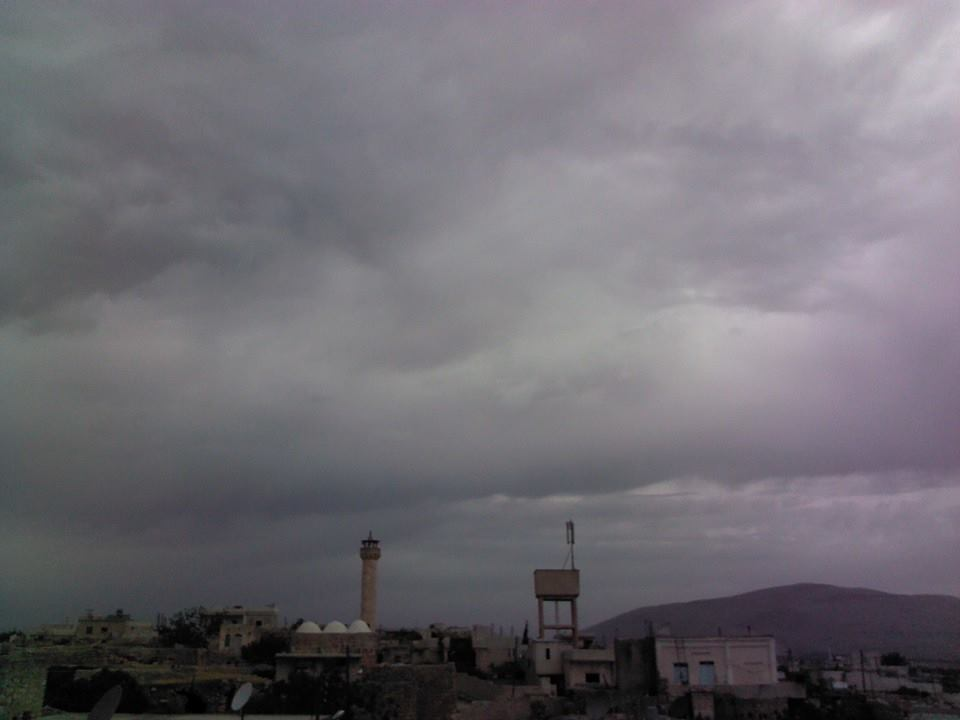